# ناثان كيج
ناثان كيج (9 فبراير 1974 ببرث في أستراليا - )  (بالإنجليزية: Nathan Gage)‏ هو لاعب كريكت أسترالي.

## وصلات خارجية
- ناثان كيج على موقع إي آس بي آن كريك إنفو (الإنجليزية)